# Österreichische Bücherei
Die Österreichische Bücherei ist eine zwischen 1917 und 1938 nacheinander bei drei österreichischen Verlagen in unterschiedlicher Ausstattung erschienene Buchreihe mit österreichischer Thematik.

## Vorbemerkungen
Mit der Österreichischen Bibliothek (1915–1917) war schon im Leipziger Insel Verlag  die Idee gescheitert, hier als Seitenstück der 1912 begonnenen Insel-Bücherei, eine dauerhafte, speziell auf Österreich bezogene Reihe mit kleineren essayistischen Arbeiten zu politischen, wirtschaftlichen und kulturellen Themen zu etablieren. 
Ein ähnliches Reihenkonzept wurde erneut im Rahmen der Österreichischen Bücherei am Vorabend des Zerfalls der Österreichisch-Ungarischen Monarchie, nun in Österreich selbst, aufgegriffen. Ihr erstes Erscheinen im Verlag Carl Fromme im Endstadium des Ersten Weltkrieges setzte interessanterweise zu einem Zeitpunkt ein, als die Österreichische Bibliothek des Insel Verlags nach nur 26 Bänden an ihren Endpunkt gelangt war. Drei ihrer Autoren sollten sich auch in der Österreichischen Bücherei wiederfinden: Adam Müller-Guttenbrunn mit Österreichs Literatur- und Theaterleben (Nr. 5/1A, 1918), Josef Kallbrunner mit Wohnungssorgen im Alten Wien. Dokumente zur Wiener Wohnungsfrage im 17. und 18. Jahrhundert (Nr. 15/2A, 1926) und Felix Braun mit Esther. Ein Schauspiel in fünf Aufzügen (Doppelband Nr. 20/21/2B, 1926). 
Inwieweit eine Abstimmung der drei österreichischen Reihenverlage untereinander über die schrittweise Übernahme des Reihentitels durch den jeweiligen Folgeverlag erfolgte, ist nicht bekannt; zwischen den Neuanfängen der Einzelreihen lagen nämlich jeweils mehrere Jahre.

## Die Reihe im Verlag Carl Fromme
Als Nummer 1/1A der von der Österreichischen Waffenbrüderlichen Vereinigung in Wien herausgegebenen und von R. von Wettstein geleiteten Reihe kam 1917 der Titel Österreichs geschichtliche Sendung von Alfons Dopsch auf den Buchmarkt. Die erste Reihenfolge bis zur Nummer 16/1A von 1920 wurde in broschierten Einbänden im Verlag Carl Fromme Wien und Leipzig verlegt. Es erschienen im Einzelnen folgende Titel: 
| Nr.   | Autor                       | Titel                                                                                            | Jahr         | Seitenzahl |
| ----- | --------------------------- | ------------------------------------------------------------------------------------------------ | ------------ | ---------- |
| 1/1A  | Alfons Dopsch               | Oesterreichs geschichtliche Sendung                                                              | 1917         | 94         |
| 2/1A  | Michael Haberlandt          | Die nationale Kultur der österreichischen Völkerstämme                                           | 1917         | 96         |
| 3/1A  | Richard Charmatz            | Oesterreich als Völkerstaat                                                                      | o. J. [1918] | 92         |
| 4/1A  | Rudolf Kobatsch             | Die österreichische Volkswirtschaft                                                              | 1918         | 93         |
| 5/1A  | Adam Müller-Guttenbrunn     | Oesterreichs Literatur- und Theaterleben: Eine Uebersicht                                        | o. J. [1918] | 92         |
| 6/1A  | Wilhelm Haas                | Die Gewerbeförderung und das gewerbliche Bildungswesen in Oesterreich                            | 1918         | 85         |
| 7/1A  | Joseph Neuwirth             | Bildende Kunst in Österreich. 1. Von der Urzeit bis zum Ausgang des Mittelalters                 | 1918         | 96         |
| 8/1A  | Joseph Neuwirth             | Bildende Kunst in Österreich. 2. Von der Renaissance bis zum Beginn des zwanzigsten Jahrhunderts | 1918         | 96         |
| 9/1A  | Robert Sieger               | Der österreichische Staatsgedanke und seine geographischen Grundlagen                            | 1918         | 99         |
| 10/1A | Max von Millenkovich-Morold | Die österreichische Tonkunst                                                                     | 1918         | 84         |
| 11/1A | Max Neuburger               | Die Entwicklung der Medizin in Österreich                                                        | 1918         | 104        |
| 12/1A | Alfred Birk                 | Oesterreichs Anteilnahme an der Entwicklung des Verkehrswesens                                   | 1919         | 94         |
| 13/1A | Alfred Birk                 | Technisches Schaffen in Oesterreich                                                              | 1919         | 89         |
| 14/1A | Georg Wendel                | Österreichisches Kunstgewerbe                                                                    | 1920         | 96         |
| 15/1A | Salomon Frankfurter         | Österreichs Bildungswesen: Die Volks-, Bürger- und Mittelschulen                                 | 1920         | 96         |
| 16/1A | Fritz Hof                   | Die Wehrmacht Österreich-Ungarns: Ihre Geschichte von der Entstehung bis zum Zusammenbruche      | 1920         | 96         |

## Die zweite Reihe im A. Hartleben’s Verlag

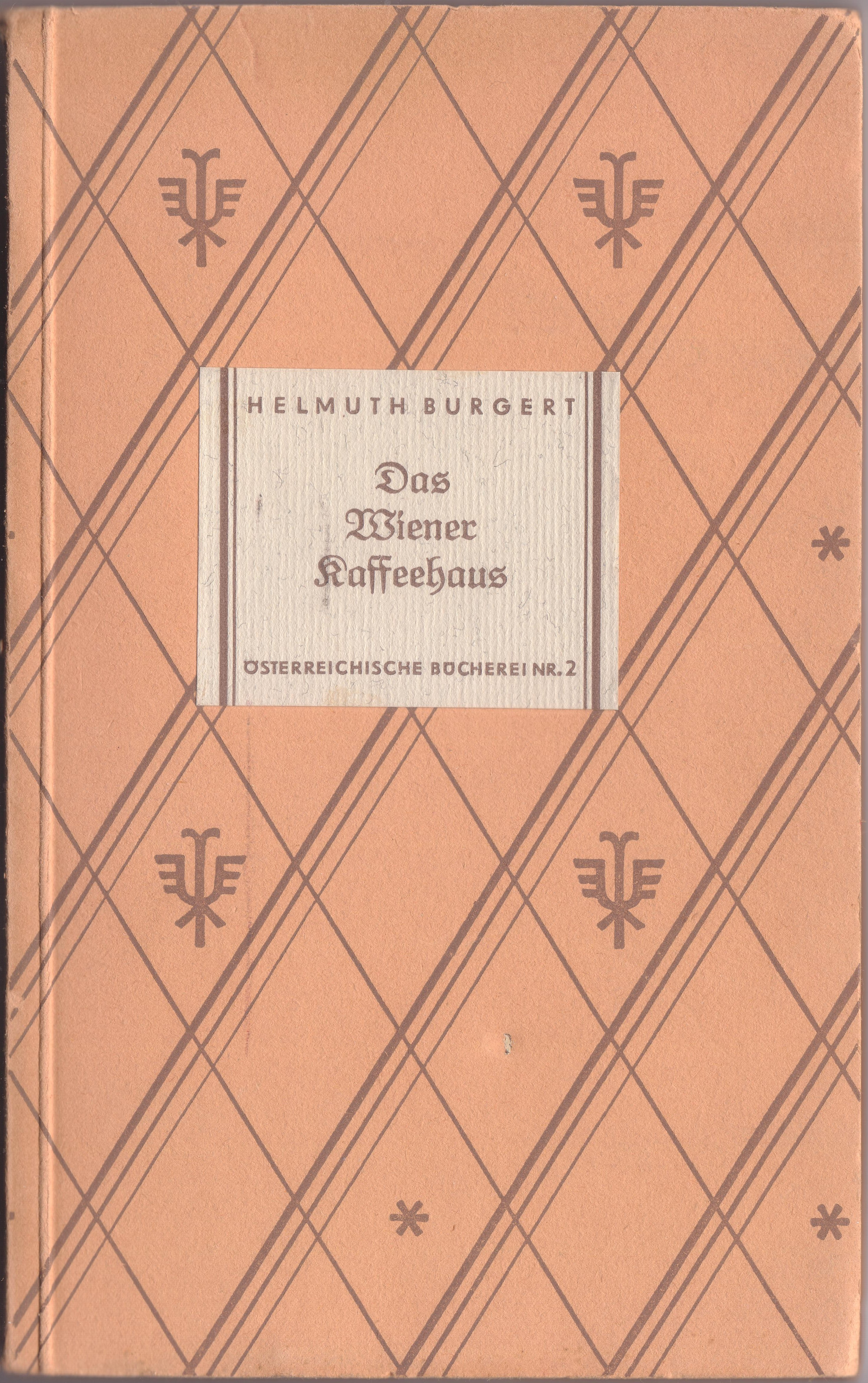
ÖBü Nr. 2/3A, H. Burgert, Das Wiener Kaffeehaus (1937)

Ab 1925 wurde erneut eine Österreichische Bücherei mit neuen Titeln, nunmehr vom Verlag A. Hartleben Wien, aufgelegt. Die aus 24 regulären und fünf Sonderbänden mit Architekturbeschreibungen Niederösterreichs bestehende, umfangreichste Teilreihe endete 1926 regulär mit dem Band: Anton Bettelheim, Karl Schönherr und das österreichische Volksstück, allerdings erschien der fünfte und letzte Sonderband, Anton Beckers Eggenburg, erst im darauffolgenden Jahr. 
Der Einband war nun zumeist in Halbleinen gehalten; ÖBü 22/2B (Das Burgtheater unter seinem Gründer Kaiser Joseph II. von Karl Glossy) erschien in Ganzleinen, und bei den Sonderbänden liegen auch Pappeinbindungen und Broschuren vor. Der Vorderdeckel trug ein Reihensignet, und der Titel war auf den Buchrücken gedruckt. Den Bänden war zumeist ein Schutzumschlag beigegeben. Die Reihe umfasste folgende Einzeltitel, wobei das Erscheinungsjahr entsprechend den Angaben der DNB ausgewiesen ist: 
| Nr.            | Autor                                    | Titel                                                                                       | Jahr         | Illustrationen Fotografien | Seiten |
| -------------- | ---------------------------------------- | ------------------------------------------------------------------------------------------- | ------------ | -------------------------- | ------ |
| 1/2A           | Oswald Redlich                           | Grillparzer und die Wissenschaft: Drei Vorträge                                             | o. J. [1925] | -                          | 68     |
| 2/2A           | Ernst Lothar                             | Triumph des Gefühls: 2 Erzählungen                                                          | o. J. [1925] | -                          | 100    |
| 3/2A           | Karl Glossy (Vorwort)                    | Aus den Memoiren eines Wiener Bürgermeisters (Dr. Kajetan Felder)                           | o. J. [1925] | -                          | 77     |
| 4/2A           | Emil Ertl                                | Irrgarten des Lebens: Novellen                                                              | o. J. [1925] | -                          | 106    |
| 5/2A           | Hans Tietze                              | Die Wiener Kunstmuseen. Ihre Geschichte und ihre Bedeutung                                  | o. J. [1925] | 13 Abb.                    | 93     |
| 6/2A           | Raoul Auernheimer                        | Das ältere Wien: Bilder und Schatten                                                        | o. J. [1925] | -                          | 107    |
| 7/2A           | Josef Friedrich Perkonig                 | Das Volk steht auf: Wie Kärnten um seine Freiheit rang                                      | o. J. [1925] | -                          | 81     |
| 8/2A           | Viktor Iovanovic                         | Eisenstadt und der Neusiedlersee                                                            | o. J. [1925] | 1 Lithogr. 7 Zeichn.       | 83     |
| 9/2A           | Otto H. Stowasser                        | Niederösterreichische Weistumstexte                                                         | o. J. [1925] | -                          | 107    |
| 10/2A          | Joseph Neuwirth                          | Die Technische Hochschule in Wien 1815-1925                                                 | o. J. [1925] | -                          | 96     |
| 11/2A          | Egid Filek                               | Vom Glück der armen Teufel: Novellen                                                        | o. J. [1926] | -                          | 106    |
| 12/2A          | Franz Martin                             | Wolf Dietrich von Raitenau, Erzbischof von Salzburg                                         | o. J. [1925] | -                          | 91     |
| 13/2A          | Gustav Renker                            | Kärntner Novellen                                                                           | o. J. [1925] | -                          | 91     |
| 14/2A          | Alfred Orel (Hrsg.)                      | Wiener Musikerbriefe aus zwei Jahrhunderten                                                 | o. J. [1925] | 1 Faksimile                | 88     |
| 15/2A          | Josef Kallbrunner                        | Wohnungssorgen im alten Wien: Dokumente zur Wiener Wohnungsfrage im 17. und 18. Jahrhundert | o. J. [1926] | -                          | 82     |
| 16/2A          | Friedrich Rosenthal                      | Theater in Österreich                                                                       | o. J. [1926] | NN Abb.                    | 95     |
| 17/2A          | Gisela von Berger                        | Der alte Herr: Novellen                                                                     | o. J. [1926] | -                          | 106    |
| 18/2A          | Hans Tritschel                           | Heiligenblut und seine Bergwelt                                                             | o. J. [1926] | 13 Abb.                    | 109    |
| 19/2A          | Eduard Golias                            | Der Weg zum Staate: Ein Erziehungsproblem der Gegenwart                                     | o. J. [1926] | -                          | 76     |
| 20/21/2A       | Felix Braun                              | Esther: Ein Schauspiel in 5 Aufzügen                                                        | o. J. [1926] | -                          | 91     |
| 22/2A          | Karl Glossy Franz Herterich (Geleitwort) | Das Burgtheater unter seinem Gründer Kaiser Joseph II.                                      | o. J. [1926] | 1 Abb.                     | 104    |
| 23/2A          | Hans Fraungruber                         | Aus dem steirischen Salzkammergut. Gedichte und Erzählungen                                 | o. J. [1926] | -                          | 91     |
| 24/2A          | Anton Bettelheim                         | Karl Schönherr und das österreichische Volksstück                                           | o. J. [1926] | 3 Abb.                     | 84     |
| Sonder- band 1 | Emerich Schaffran                        | Die niederösterreichischen Stifte                                                           | o. J. [1925] | 26 Abb.                    | 244    |
| Sonder- band 2 | Georg Binder                             | Die niederösterreichischen Burgen und Schlösser. Teil 1. An und südlich der Donau           | o. J. [1926] | 30 Fotos                   | 160    |
| Sonder- band 3 | Georg Binder                             | Die niederösterreichischen Burgen und Schlösser. Teil 2. Nördlich der Donau                 | o. J. [1926] | 3 Fotos                    | 152    |
| Sonder- band 4 | Emerich Schaffran                        | Das Land um Krems: Die Städte Krems, Stein, Mautern, Stift Göttweig, das Kremstal und Gföhl | o. J. [1926] | 30 Lithogr.                | 148    |
| Sonder- band 5 | Anton Becker                             | Eggenburg                                                                                   | o. J. [1927] | 29 Abb. 1 Karte            | 135    |

## Die dritte Reihe im Heimat-Verlag
Schließlich wurde der Reihenname im Jahr 1937 nochmals neu belebt. Ihre verlegerische Heimat hatte die Österreichische Bücherei nun bei dem in Brixlegg/Tirol ansässigen Heimat-Verlag gefunden, Herausgeber war der österreichische Publizist Alfred Missong, der nach dem sog. Anschluss 1938 verhaftet wurde, aber noch im selben Jahr emigrieren konnte, was jedoch das erneute Aus auch der dritten Reihe bedeutete. Sie begann mit Paul Graf Thun-Hohensteins Österreichische Lebensform (Nr. 1/3A) und endete schon mit der Nummer 10/3A, Rudolf Allers' Die Wiener Medizinische Schule. 
Laut Ankündigungsprospekt von 1937, der in Aufbau und Sprache an denjenigen von Hofmannsthal zur Einführung der Österreichischen Bibliothek im Jahr 1915 erinnert, sollten die Ausgaben „zwanglos in Reihen zu je 5 Bänden“ erscheinen und „einen Einblick in alle Gebiete de[s] dichterischen, künstlerischen, staats- und sozialpolitischen, wirtschaftlichen und technischen Schaffens Österreichs“ gewähren.
Die Bändchen waren wieder in einem Broschurband erschienen, der mit seiner zweifarbigen Gestaltung nach einer Idee von Carry Hauser und den aufgeklebten Titel- und Rückenschildern Anleihen bei der Insel-Bücherei, worauf der Herausgeber in seinen autobiografischen Schriften ausdrücklich hinweist, und der Österreichischen Bibliothek genommen zu haben scheint und einen stilisierten Doppeladler als Symbol von Österreichs Wappentier im Rapport aufweist. Die Reihe wurde offensichtlich 1937 in Österreich und in Deutschland hergestellt und verkauft. So ist im Impressum der Nr. 2/3A angegeben: „Matthias-Grünewald-Druckerei, Wiesbaden. Für Österreich: L. Beck & Sohn, Wien“. Auch weist der DNB-Katalog bis zur Nr. 5/3A zwei Preisangaben aus: 1.- (Reichsmark) und S 1,75 (Schilling). Auch ein Verkauf in der Schweiz für 1,40 Schweizer Franken war vorgesehen. Über die Auflagenhöhen liegen keine Angaben vor. Folgende Titel erschienen (Erscheinungsjahr lt. DNB):

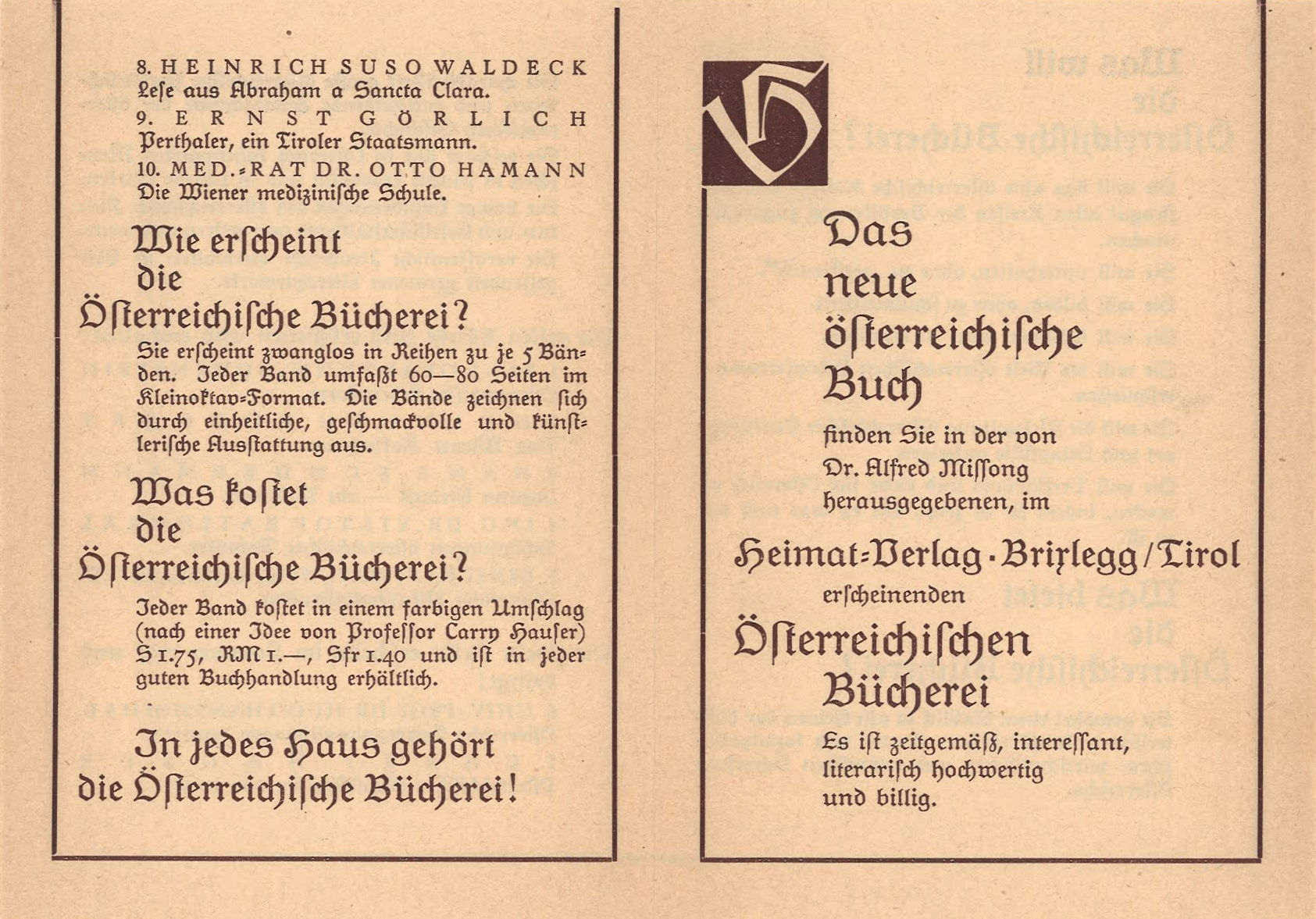
Werbefaltblatt zur Reihe von 1937, Außenseite

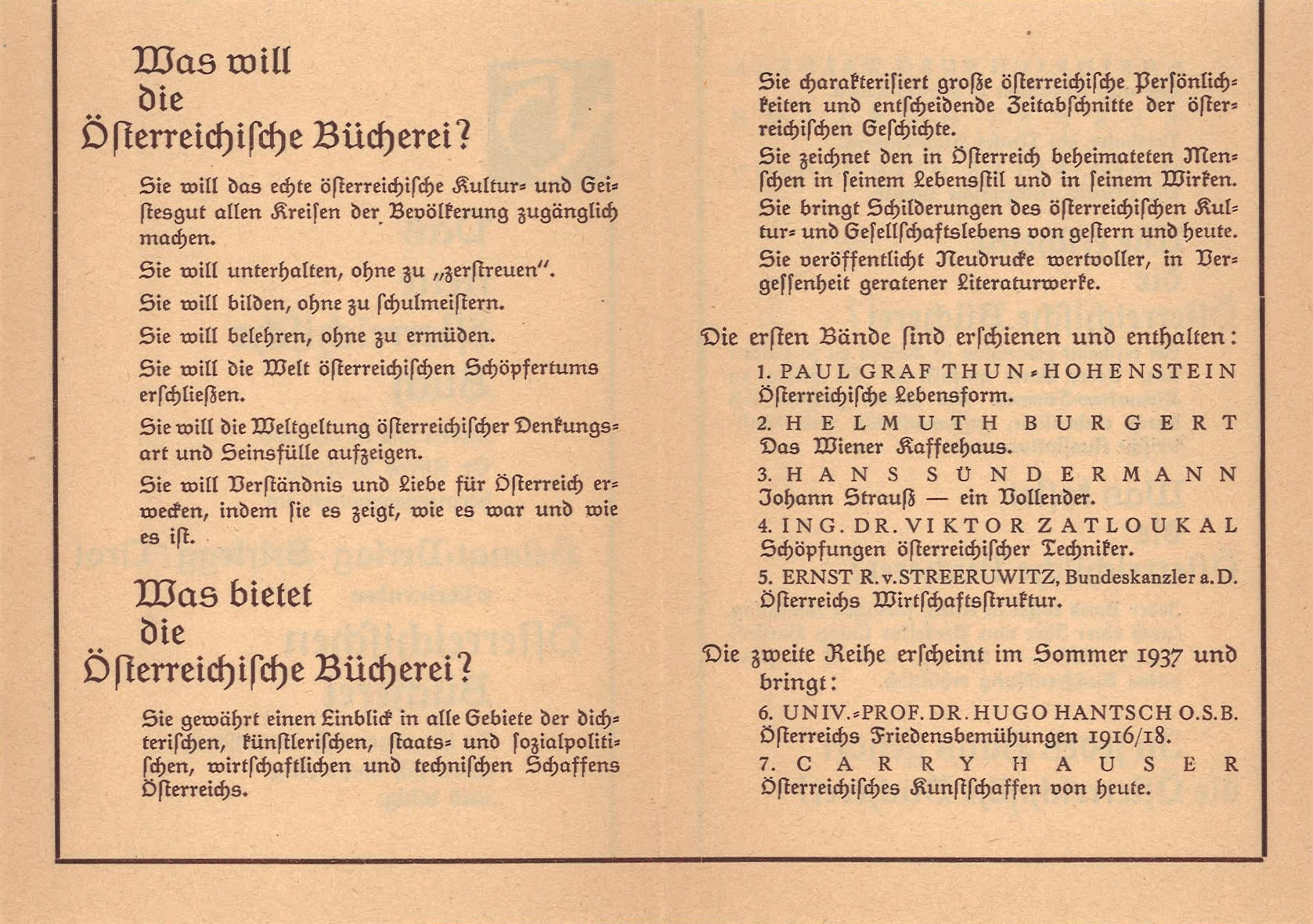
Innenseite, Liste von Band 1 bis 7

| Nr.   | Autor                               | Titel                                  | Jahr         | Einbandfarbe | Seitenzahl |
| ----- | ----------------------------------- | -------------------------------------- | ------------ | ------------ | ---------- |
| 1/3A  | Paul Thun-Hohenstein                | Österreichische Lebensform             | o. J. (1937) | rotorange    | 68         |
| 2/3A  | Helmuth Burgert                     | Das Wiener Kaffeehaus                  | o. J. (1937) | gelborange   | 79         |
| 3/3A  | Hans Sündermann                     | Johann Strauß, ein Vollender           | o. J. (1937) | bordeauxrot  | 63         |
| 4/3A  | Viktor Zatloukal                    | Schöpfungen österreichischer Techniker | o. J. (1937) | schwarzgrau  | 77         |
| 5/3A  | Ernst Streeruwitz                   | Österreichs Wirtschaftsstruktur        | o. J. (1937) | moosgrün     | 67         |
| 6/3A  | Hugo Hantsch Alfred Missong (Hrsg.) | Österreichs Friedensbemühungen 1916/18 | o. J. (1938) | beige        | 77         |
| 7/3A  | Carry Hauser                        | Von Kunst und Künstlern in Österreich  | o. J. (1938) | blau         | 62         |
| 8/3A  | Heinrich Suso Waldeck (Hrsg.)       | Lese aus Abraham a Sancta Clara        | o. J. (1938) | rotbraun     | 61         |
| 9/3A  | Ernst Joseph Görlich                | Perthaler, ein Staatsmann aus Tirol    | o. J. (1938) | grau         | 59         |
| 10/3A | Rudolf Allers                       | Die Wiener Medizinische Schule         | o. J. (1938) | anthrazit    | 63         |